# Лю Цзюнь
Лю Цзюнь (кит. трад.: 劉駿; піньїнь: Liu Jun; 19 вересня 430 — 12 липня 464) — п'ятий імператор Лю Сун з Південних династій.

## Життєпис
Був сином Лю Їлуна. Після того, як його брат Лю Шао 453 року вбив їхнього батька та зайняв трон, Лю Цзюнь організував повстання й повалив Лю Шао.
Вважається здібним, але суворим правителем. Окрім того, він надто віддавався сексуальним утіхам. За свого правління він значно урізав повноваження своїх чиновників.
464 року, після смерті Лю Цзюня, трон успадкував його син Лю Цзиє.

## Девізи правління
- Сяоцзянь (孝建) 454-456
- Дамін (大明) 457-464